# زیردریایی ویجیلانت (اس۶۱۸)
زیردریایی ویژیلان (اس۶۱۸) (به فرانسوی: Vigilant (S618)) یک زیردریایی است که طول آن ۱۳۸ متر (۴۵۳ فوت) می‌باشد. این زیردریایی  در سال ۲۰۰۳ ساخته شد.